# Teen Titans: Trouble in Tokyo
Teen Titans: Trouble in Tokyo è un film d'animazione per la TV diretto da Michael Chang, Ben Jones e Matt Youngberg, basato sul gruppo di personaggi DC Comics Giovani Titani.
Il film è stato trasmesso come finale della serie Teen Titans su Cartoon Network il 15 settembre 2006. In Italia, è inedito.

## Trama
Jump City è attaccata da un misterioso ninja giapponese mascherato chiamato Saico-Tek ma i Teen Titans riescono a catturarlo. Sotto interrogatorio, Saico-Tek rivela l'identità di colui che lo ha mandato: Brushogun. Improvvisamente però scatta l'allarme antincendio e dopo aver controllato, non trovando niente, il ninja misteriosamente scompare. Robin decide di partire per Tokyo, in Giappone, per cercare il ninja.

## Colonna sonora
Il 22 luglio 2008 è stata pubblicata la colonna sonora del film dalla La-La-Land Records.
Testi e musiche di Kristopher Carter, Michael McCuistion e Lolita Ritmanis.
1. Meet Saico Tek – 5:18
2. Interrogation – 1:23
3. Main Title – 2:36
4. Tokyo Arrival – 1:28
5. Monster Attack – 4:36
6. Troopers Tour + Robin's Disappointment – 1:46
7. Titans Watched – 1:52
8. Starfire Videogame – 1:18
9. Moment Lost – 2:39
10. Tokyo Skyline + Robin Blots Out Saico Tek – 4:11
11. All You Can Eat / Boy Troubles – 2:01
12. Titans Attack – 1:51
13. The Note – 0:51
14. The Fight Continues – 2:43
15. Raven Finds Books / Robin Goes Underground – 1:19
16. Play It Louder – 0:55
17. Bar Fight – 1:18
18. Motorcycle Chase – 1:57
19. Brushogun Origin – 2:17
20. Chasing Titans – 1:58
21. Meet Brushogun – 3:48
22. Villains Makin' Copies – 2:16
23. Final Battle – 4:20
24. The Kiss – 0:55
25. Tokyo's Newest Heroes – 1:58
26. End Credits – 1:59